# Замок Бунратті

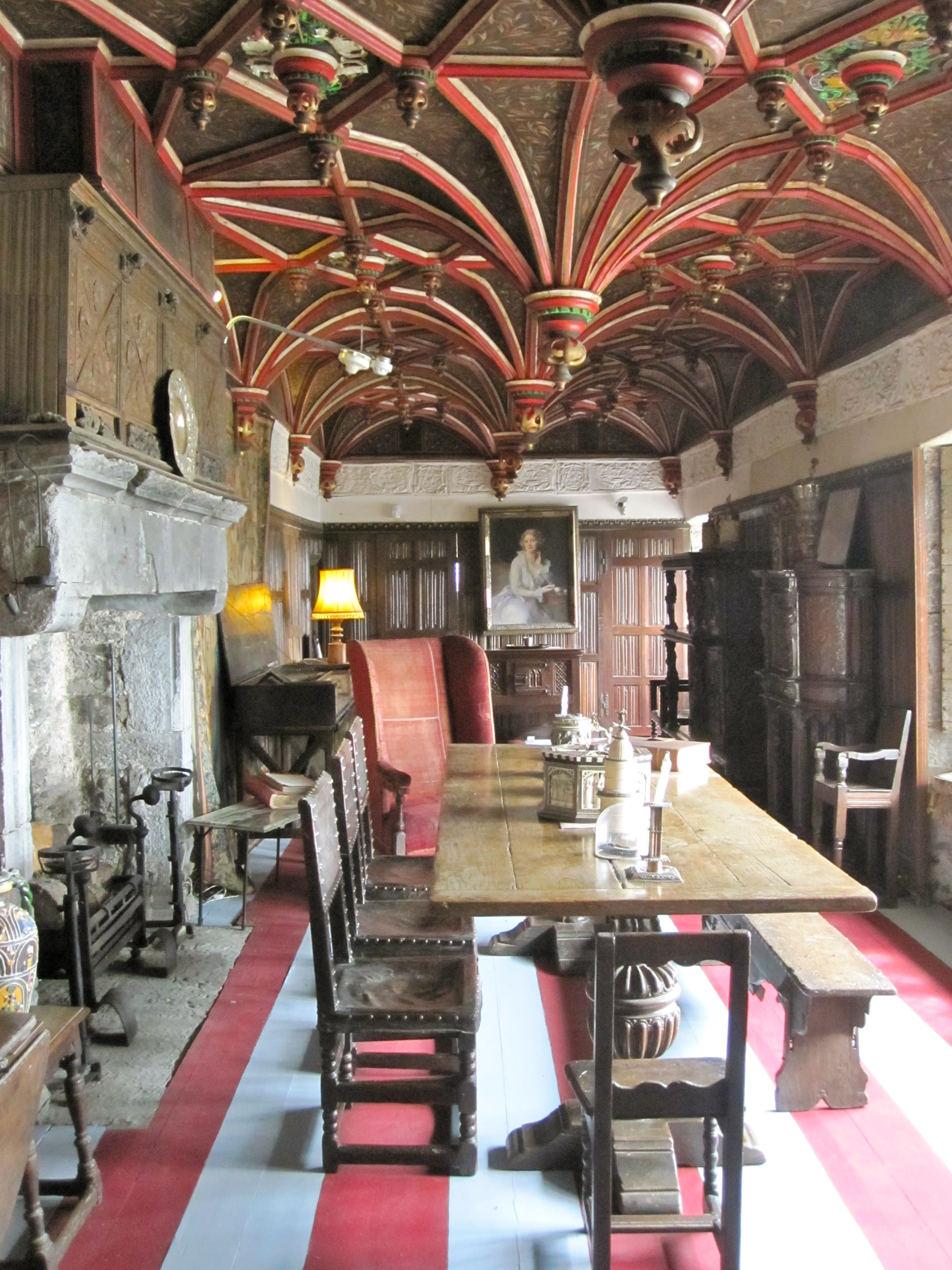
Велика Сонячна зала замку Бурнатті.

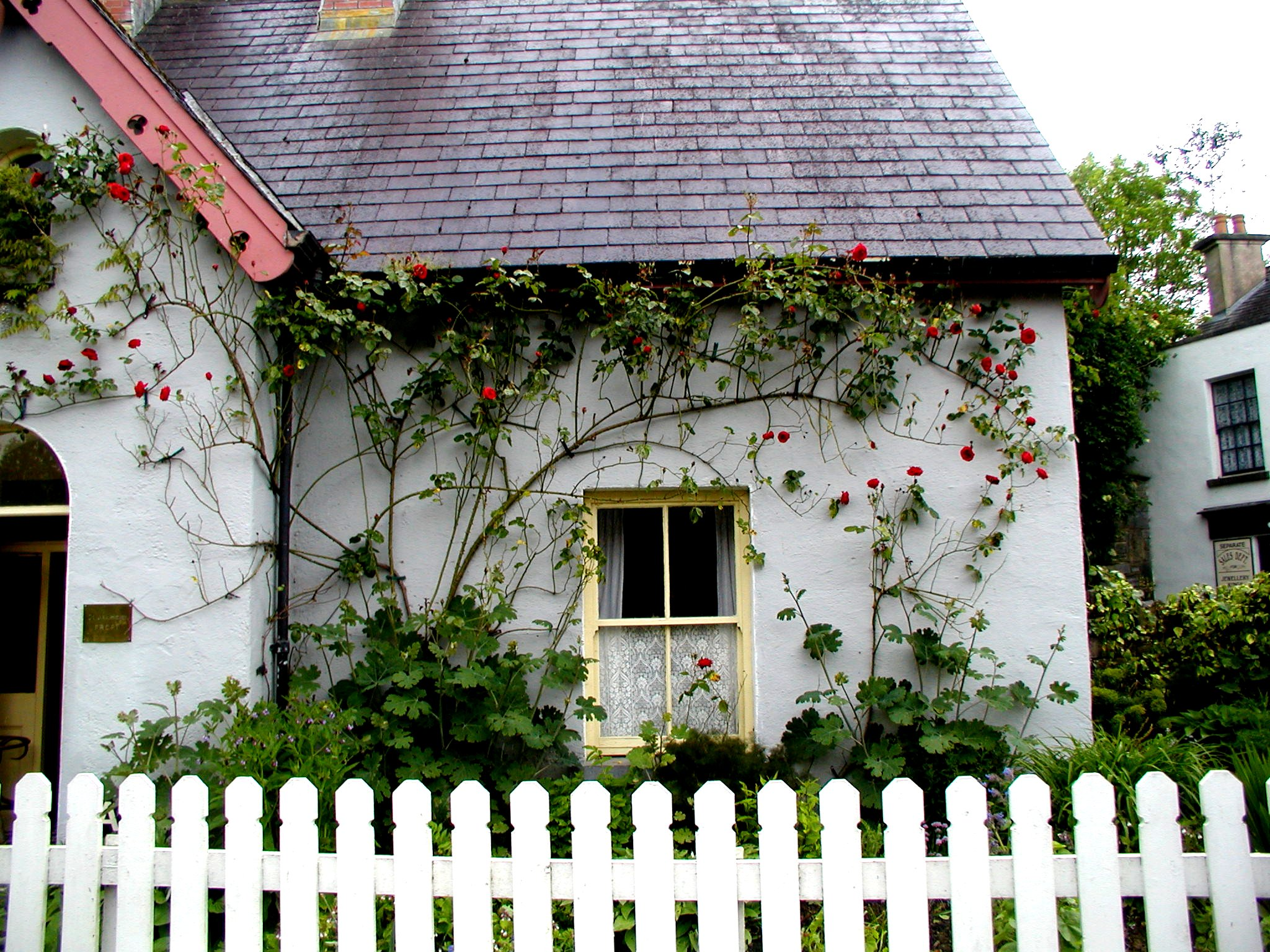
Будинок троянд біля замку Бунратті.

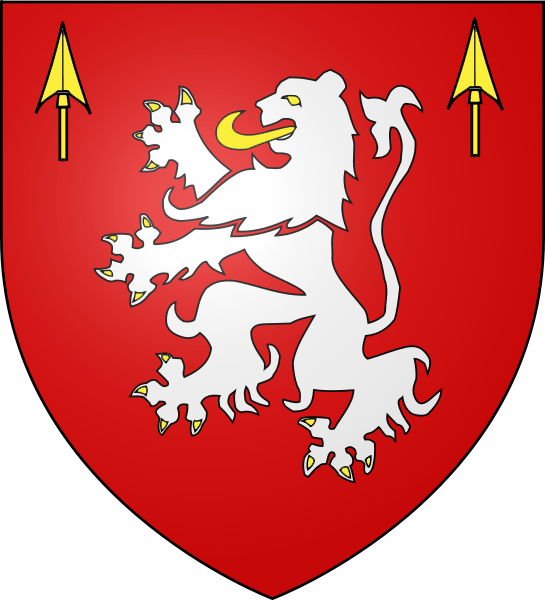
Герб вождів клану Мак Намара.

Герб вождів клану О'Браєн.

Замок Бунратті (англ. Bunratty Castle, ірл. Caisleán Bhun Raithe) — замок Бун Рахе, замок Банретті — замок Гирла річки Рахе — один із замків Ірландії, розташований в графстві Клер. Замок стоїть в центрі селища Бунратті — Бун Райте (ірл. — Bun Ráite), недалеко від міста Шеннон. Замок і навколишній парк є пам'яткою історії та архітектури національного значення і є нині популярним об'єктом туризму.

## Історія замку Бунратті

### Фортеця вікінгів
Замок отримав свою назву від річки Рахе, яку ще називали Райте, біля якої він стоїть. Річка впадає в лиман Шеннон. На місці нинішнього замку Бунратті в IX—X століттях було селище вікінгів, які створили тут торговий центр та військовий табір. «Літопис Чотирьох Майстрів» повідомляє, що в 977 році верховний король Ірландії та король Манстера Бріан Бору розбив вікінгів і знищив це поселення. Згідно місцевої легенди табір вікінгів стояв на північних захід від нинішнього замку Бунратті. Але досі археологи не знайшли ніяких слідів селища вікінгів, тому його істинне місцезнаходження невідоме науці, його існування не доведене.

### I замок Бунратті
Десь біля 1250 року король Англії Генріх III, що на той час контролював частину території Ірландії, дарував грамоту на володіння землями Традрайхе або Традрі лицарю Роберту де Мускегрос, якому в 1251 році було даровано королівський ліс — 200 дерев в Кратлоу. Ці дерева він використав для будівництва дерев'яного замку, що був побудований в стилі «Мотт-та-Бейлі». Це був перший замок Бунратті. У 1253 році Роберту де Мускегрос було дозволено влаштовувати ринки та ярмарки біля замку. Замок по суті став центром володінь англо-норманських завойовників в землях Клер.

### II замок Бунратті— Біла Башта
Але потім ці землі і замок були втрачені англо-норманськими феодалами і знову були повернені короні Англії в 1276 році. Ці землі тоді захопив Томас де Клер — нащадок графа Стронгбоу. Томас де Клер на цьому місці побудував перший кам'яний замок — другий замок Бунратті. Цей замок був населеним замком у 1278—1318 роках і являв собою кам'яну вежу висотою більше 130 м, пофарбовану вапном в білий колір. Наприкінці XIII століття в селищі Бунратті було біля 1000 жителів. На той час це було величезне селище — ціле місто. На замок Бунратті постійно нападав ірландський клан О'Браєн, що здавна володів цими землями і намагався їх собі повернути. У 1284 році, коли Томас де Клер був в Англії, ірландці напали на замок Бунратті, захопили його та зруйнували. У 1287 році Томас де Клер повернувся, знову захопив ці землі і відбудував замок. Навколо замку він збудував стіни та рів. Замок знову кілька разів був атакований воїнами клану О'Браєн, але вистояв. У 1318 році йшла війна за незалежність Ірландії, яку очолив Едвард Брюс — верховний король Ірландії. До замку вирушило військо ірландського клану О'Ді. Біля замку відбулася битва яка ввійшла в історію під назвою «Дайзерт О'Ді». Під час битви англо-норманська армія була вщент розбита, полководці Томас де Клер та його син Річард де Клер загинули в битві. Леді де Клер довідавшись про це втекла з замку Бунратті в Лімерік. Перед цим вона наказала спалити замок та місто. Феодали де Клер ніколи не повернулися на ці землі, замок стояв в руїнах, а потім зовсім розвалився. Каміння замку використали місцеві жителі для будівництва житла. Від другого замку Бунратті не лишилось і сліду.

### III замок Бунратті
У XIV столітті оплотом влади Англії в Манстері та Коннахті був Лімерік. Для захисту Лімеріку від ірландських кланів англо-норманські феодали знову захопили землю Бунратті. У 1353 році сер Томас де Рокебі очолив англійську армію і вирушив в похід на ірландські клани Мак Намара та Мак Карті. Новий — третій замок Бунратті був побудований в 1350-х роках. Місцева легенда говорить, що стояв він саме на цьому місці, де стоїть нинішній замок Бунратті. Але буквально через пару років замок Бунратті знову був захоплений ірландськими кланами і знову був зруйнований. У 1355 році король Англії Едвард ІІІ випустив з тюрми в Лімеріку Томаса ФітцДжона ФітцМоріса. До тюрми він був кинутий по звинуваченню в тому, що він, будучи капітаном замку Бунратті не зумів його втримати і допустив захоплення замку ірландським ватажком Мурту О'Браєном.

### IV замок Бунратті
Четвертий замок Бунратті побудував ірландський клан Мак Намара у 1425 році. Будівничим замку був, судячи по всьому, Мак Кон Шода Мак Намара — вождь клану Кулен (він же Мак Намара). Він помер, так і не встигнувши добудувати замок. Будівництво завершив його син — Шон Фінн (помер в 1467 році). У 1500 році замком заволодів клан О'Браєн — наймогутніший ірландський клан в Манстері, що дав Ірландії графів Томонд. Клан О'Браєн розбудував замок Бунратті і переніс в цей замок свою резиденцію з замку Енніс.
У 1558 році в Ірландії спалахнула чергова війна. На той час замком володів ірландський ватажок Донал О'Браєн Дунах (помер у 1579 році). Замок взяв штурмом англійський офіцер — лорд-лейтенант Ірландії Томас Редкліфф. Але потім замок Бунратті взяв під контроль племінник Донала — Коннор О'Браєн. Донох О'Браєн — син Конора О'Браєна переніс свою резиденцію з Клонроад Енніс до замку Бунратті. Він добудував замок, в тому числі новий дах.
На початку XVII століття Ірландія була повністю завойована Англією, останні незалежні ірландські королівства впали. У 1641 році спалахнуло повстання за незалежність Ірландії — була проголошена незалежна Ірландська конфедерація. Тоді замком Бунратті володів Барнабас О'Браєн. Він підтримував роялістів, але не хотів вступати у війну. Він дозволив зайняти замок військам під командою лорда Форбса, що воював на стороні англійського «Довгого парламенту». Потім Барнабас О'Браєн поїхав в Англії і став до лав армії короля Англії Карла І. Повстанці в той час обложили замки, які контролювала англійська армія. Замки захищав англійський контр-адмірал Пенн — батько Вільяма Пенна, що став засновником Пенсільванії. Після тривалої облоги ірландські повстанці взяли замок. Пенн здався і йому дозволили відплисти в Кінсейл.
Барнабас О'Браєн помер у 1657 році. Замок отримав в оренду Джон Купер — чоловік Майре ні Магон з замку Леманег — вдови ірландського ватажка Конора О'Браєна, що помер 1651 року. Замок Бунратті лишався власністю клану О'Браєн і в 1680-ті роки і був на той час резиденцією графів Томонд. У 1712 році Генрі О'Браєн — VIII і останній граф Томонд (1688—1751) продав замок Бунратті та 427 акрів землі навколо нього Томасу Аморі за £ 225. Аморі в свою чергу продав замок Томасу Стаддерту, що оселився в замку в 1720 році.
Родина Стаддерт занедбала замок. Замок почав руйнуватись. Родина Стаддерт переїхала в будинок, що зберігся і донині і називається «Дім Бунратті». Цей будинок був побудований в 1804 році. Однією з причин цього всього був сімейний конфлікт, причиною якого було одруження сина на своїй двоюрідній сестрі.
У XIX столітті замок отримала у власність британська армія — замок використовувався як казарма Королівських ірландських констеблів. У 1894 році замком знову володіла родина Стаддерт. У замку жив капітан Річард Стаддерт. Але замок був в поганому стані — наприкінці XIX століття дах великого залу замку завалився.
У 1956 році замок купив VII віконт Горт і розпочав реставрацію замку. Він, по суті, врятував замок від повного руйнування. Замок був відкритий для публіки в 1960 році. У замку можна оглянути картини, гобелени, меблі XVII—XVIII століть.
Нині замок Бунратті є відомою пам'яткою історії, туристичним об'єктом. Замок славиться бенкетами, організованими в середньовічному стилі. Нині це музей просто неба, що включає 30 будівель, в тому числі церкву Ардкрон.